# Wilhelm Anton Michael von Attems-Petzenstein

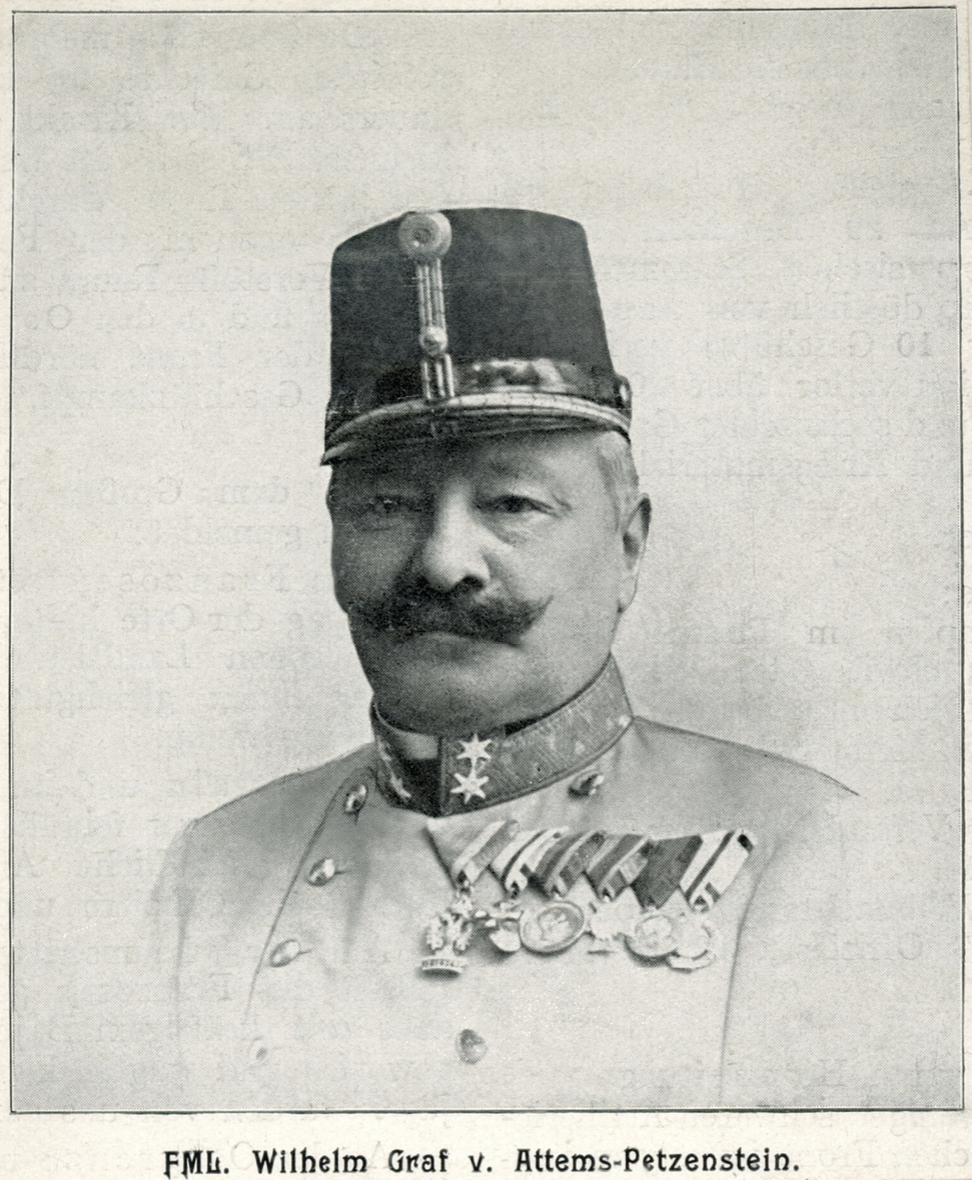
Wilhelm von Attems-Petzenstein (ca. 1912)

Wilhelm Anton Michael Graf von Attems-Petzenstein (* 5. Jänner 1848 in Görz; † 17. Mai 1916 in Baden) war österreichischer Feldmarschallleutnant im Ersten Weltkrieg.

## Leben
Wilhelm Anton Michael Graf von Attems-Petzenstein wurde als Sohn von Karl Bernhard Michael Graf von Attems-Heiligenkreuz (1809–1849) und Orsolina Gogoli (1812–1863) geboren. Er heiratete Melanie Freiin Jordis von Lohausen (1858–1939) in Tüchern am 3. September 1877. Am 1. Mai 1908 (rückwirkend vom 18. Mai 1908) avancierte Wilhelm Graf Attems zum Generalmajor. Der am 1. Oktober 1909 pensionierte Offizier wurde am 10. Juni 1912 Titular-Feldmarschallleutnant, für den Ersten Weltkrieg reaktiviert und als Kommandant der Infanterie-Division N.56 eingesetzt. Am 21. Dezember 1914 wurde er zum wirklichen Feldmarschalleutnant ernannt.